# NGC 78/1
NGC 78/1 је спирална галаксија у сазвежђу Рибе која се налази на NGC листи објеката дубоког неба.
Деклинација објекта је + 0° 49' 35" а ректасцензија 0h 20m 25,8s. Привидна величина (магнитуда) објекта NGC 78 износи 13,3 а фотографска магнитуда 14,2. NGC 781 је још познат и под ознакама NGC 78A, UGC 193, MCG 0-2-4, IRAS 00178+0032, KCPG 6B, MK 547, CGCG 383-1, PGC 1306.